# Berlandiella magna
Berlandiella magna là một loài nhện trong họ Philodromidae.
Loài này thuộc chi Berlandiella. Berlandiella magna được Cândido Firmino de Mello-Leitão miêu tả năm 1929.